# یوشیکو نایشیننو
یوشیکو نایشیننو (به ژاپنی: 吉子内親王 よしこ ないしんのう)، نام کودکی یاسونو میا؛ (تولد ۱۷۱۴ – مرگ ۱۷۵۸ میلادی)، یک زن در دوره ادو، زن اصلی (سی‌شیتسو) یا میدای‌دوکورو شوگون هفتم توکوگاوا ایه‌تسوگو بود.
او سیزدهمین دختر امپراتور ریگن بود.